# Paolo Ceccarelli

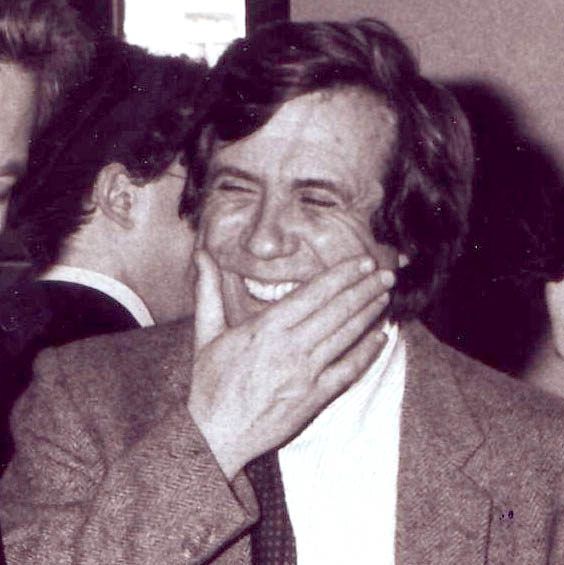
Paolo Ceccarelli nel periodo della creazione del primo corso di laurea in urbanistica in Italia

Paolo Ceccarelli (Bari, 25 giugno 1934) è un urbanista italiano.

## Biografia
Paolo Ceccarelli è figlio di Galeno, chirurgo e Olga Lotti, e fratello di Marcello, fisico ed astronomo. È sposato con Laura Balbo, sociologa e politica italiana.

### Attività accademica e di ricerca
Si laurea in Architettura all’Istituto Universitario di Architettura di Venezia nel 1959 e consegue la libera docenza in pianificazione territoriale urbanistica nel 1967.
Negli anni immediatamente successivi la sua attività nel campo dell’urbanistica e della pianificazione territoriale si sviluppa lungo due direttrici: da un lato la ricerca e la pubblicistica (fonda e dirige la Biblioteca di Architettura e Urbanistica di Marsilio Editori in cui vengono pubblicati libri come L’Immagine della Città di Kevin Lynch di cui è il curatore, o L’Architettura della città di Aldo Rossi; collabora a Casabella-Continuità diretta da E.N. Rogers), dall’altro l’attività professionale (lavora con Giancarlo De Carlo ad esempio al Piano del Centro Storico di Urbino) e infine quella amministrativa.
Nel 1963 vince una Commonwealth Fellowship di ricerca negli USA e viene associato come ricercatore al Joint Center for Urban Studies Archiviato il 15 luglio 2022 in Internet Archive. della Harvard University e del Massachusetts Institute of Technology. Lavora su problemi urbanistici del Nord e del Sud America e dell’area mediterranea.
Ritornato dagli USA si occupa di politiche di sviluppo socioeconomico e di pianificazione territoriale sia nel Mezzogiorno che nel bacino mediterraneo ad esempio lavorando al Master Plan di Bengasi e conducendo ricerche per il Ministero delle Partecipazioni Statali. Contemporaneamente promuove lo sviluppo degli studi urbani e regionali in Italia. Da questo nascono l’Associazione Italiana di Scienze Regionali e l’Archivio di Studi Urbani e Regionali. Successivamente fonda e dirige The New Atlantis, la  prima rivista internazionale di studi urbani fatta in Italia, e CittàClasse.
Nel 1968 torna all’insegnamento universitario sia all’Istituto Universitario di Architettura di Venezia (IUAV) che al Politecnico di Milano, di cui era Preside Bernardo Secchi. A Venezia organizza corsi e seminari collaborando con diverse figure della cultura italiana, tra questi Chiara Saraceno, Gian Enrico Rusconi, Francesco Indovina, Miro Allione, Bernardo Secchi. Fece parte, inoltre, del comitato scientifico dell'Istituto lombardo di studi economici e sociali. Queste esperienze portarono alla creazione nel 1972 del primo corso di laurea in urbanistica in Italia, fondato e diretto da Giovanni Astengo.
Negli anni 1970 e 1980 è visiting professor al Massachusetts Institute of Technology, all’Università della California, Berkeley e Santa Cruz e conduce ricerche presso la Harvard University.
Dal 1982 al 1991 è Rettore dello IUAV. Continua inoltre l'attività professionale in Italia e all’estero, ad esempio con la supervisione del Master Plan della Regione Metropolitana di Addis Abeba. A partire dagli anni '90 è impegnato nella pianificazione urbanistica di città, centri minori e di area vasta in Italia, America Latina e Asia.
Fonda la Facoltà di Architettura dell’Università degli Studi di Ferrara, che dirige dal 1991 al 2001.  In questo periodo si impegna nella promozione e costruzione di reti di ricerca e formazione tra università europee, americane, giapponesi e di paesi emergenti dell’Asia e America Latina. Questo lavoro porta alla fondazione a Quito nel 2003 della Red Alvar,  una rete costituita dalle principali scuole di architettura e urbanistica dell’America Latina e al Master internazionale MAPAUS (poi Eco-Polis)  sulla progettazione di ambienti urbani sostenibili.
Nel 2005, dopo la scomparsa del fondatore Giancarlo De Carlo, assume la guida dell’International Laboratory of Architecture and Urban Design, ILAUD. In questa veste, apre ILAUD alla collaborazione con scuole di architettura e urbanistica in Brasile, Cina, Giappone, India e Sudafrica. I temi di ricerca e progettazione riguardano l'organizzazione fisica, attività economica e sociale, sviluppo culturale e conservazione del Patrimonio in contesti culturali e situazioni di sviluppo diversi.
Fino al 2008 continua la sua attività di insegnamento come professore ordinario di "Pianificazione territoriale" presso la Facoltà di Architettura e coordinatore del dottorato in economia dell'Università degli Studi di Ferrara.
Dal 2008 tiene la Cattedra UNESCO in “Pianificazione urbana e territoriale per lo sviluppo sostenibile locale” , ed è inoltre dal 2016 coordinatore della Mediterranean UNESCO Chairs Network (MUNCH). Prosegue l’attività di progettazione urbanistica in Italia (ad esempio con il piano strategico di Urbino) e all’estero (come Team Leader del Master Plan di Gerico). Dal 2017 è Professore Emerito di Urbanistica all'Università degli Studi di Ferrara.
Negli anni 2017 - 2018 partecipa a importanti convegni in Giappone presso le Università Waseda e Hosei sulle politiche di Machizukuri e sui problemi della transizione storica da Edo a Tokyo.
Nel 2019 conduce un workshop ILAUD sulle aree industriali dismesse nel distretto centrale di Poutou, Shanghai e dopo il Lock-down a causa della pandemia covid, riprende l’attività con un workshop nella oasi di Figuig, Marocco.
Attualmente sta promuovendo un progetto di ricerca internazionale sugli effetti della crisi climatica nel Bacino del fiume Po, Italia e sta programmando nuove ricerche sulla conservazione dello Heritage architettonico in Cina.

### Attività politica
È stato consigliere comunale a Padova (1961-1963) per il Partito Socialista Italiano e a Venezia (1990-1991) come indipendente eletto nel Partito Comunista Italiano.

## Opere
- I piani intercomunale: Pianificazione economica e pianificazione urbanistica, Miro Allione, Paolo Ceccarelli, Bernardo Secchi, editore ILSES, 1962
- Potere e piani urbanistici, Miro Allione, Paolo Ceccarelli, FrancoAngeli, 1989. ISBN 88-20409046 - ISBN 978-88-20409043
- Ceccarelli, Paolo “Il Dr. Freud a Ferrara. Rimozione e recupero di memorie eterodosse”, in La Ferrara di Nicolò d’Este, Chiara Guerzi (a cura di), Verona: Qui Edit, 2020
- Ceccarelli, Paolo (Editor), Giancarlo De Carlo and ILAUD. A movable frontier. The International Laboratory of Architecture and Urban Design from 1975. Milano: Fondazione OAMI, 2019
- Ceccarelli, Paolo “Le mille identità creative  della città planetaria”, in Bonadei Rossana; Cavalieri Sergio; Nicora Flaminia; Ronzoni Maria Rosa (a cura di), Città come Frontiere Creative - Visioni, Pratiche, Progetti, Torino: L’Verona: Harmattan Italia, 2018
- Ceccarelli, Paolo, “Conclusion”, in Diez Lorenzo, Maurer Pierre, Patrimoine Mondial UNESCO-Concepts, Methodes, Outils et Perspectives. Nancy: Cahiers du EHAC-hors-série, 2018
- Ceccarelli, Paolo (guest editor) Special Issue “Global and Local Challenges in Non-Western Heritage Conservation”, Built Heritage, vol. 1, n° 3, 2017,
- Ceccarelli, Paolo, “Past is not a Frozen Concept. Considerations about Heritage Conservation in a Fast Changing World”, Built Heritage, vol. 1, n° 3, 2017,
- Ceccarelli, Paolo, in Petrillo, Agostino; Bellaviti Paola (a cura di), Sustainable Urban Development and Globalization. New strategies for new challenges—with a focus on the Global South. New York: Springer, 2017